# 그랜트얼룩말
그랜트얼룩말(학명: Equus quagga boehmi)은 사바나얼룩말의 아종이자 기제류의 일종이다.

## 개요
그레비얼룩말, 산얼룩말보다는 콰가에 생물학적으로 가깝다. 유일하게 멸종 위기에 처하지 않은 얼룩말로서, 어깨높이 130cm, 몸무게 220~280kg이다. 줄무늬가 매우 굵은 얼룩말로 발굽을 제외한 전신에 줄무늬가 있다. 주행성 동물로 나무가 거의 없는 사바나에서 산다. 수십 마리가 떼를 지어 가젤, 코끼리, 코뿔소, 타조 등과 어울려 살며, 이산화규소가 풍부한 풀을 주식으로 한다. 천적은 사자, 하이에나, 리카온, 나일악어다. 그러나 이빨과 발굽이 매우 발달하여 주 천적인 사자와 하이에나, 리카온을 단번에 큰 상처를 입힐 수 있다. 짐바브웨에서부터 수단까지 넓은 지역에 분포한다. 평균적인 수명은 20년이다. 콩고, 르완다, 소말리아, 앙골라, 에티오피아, 수단 등지에서는 내전 때문에 수가 급격하게 줄었다.
동물원에 있는 얼룩말은 대부분 그랜트얼룩말이다.

## 사진

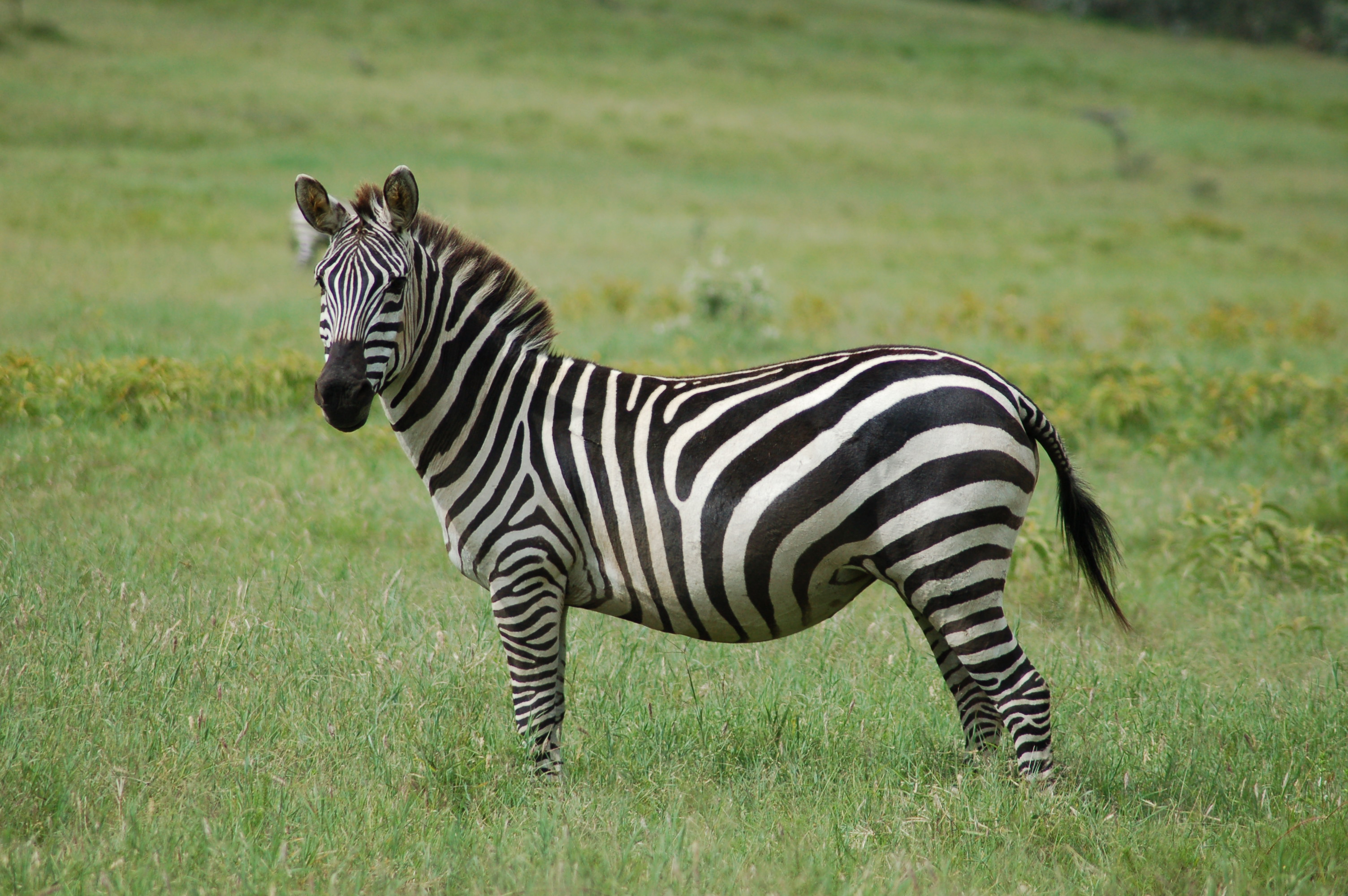
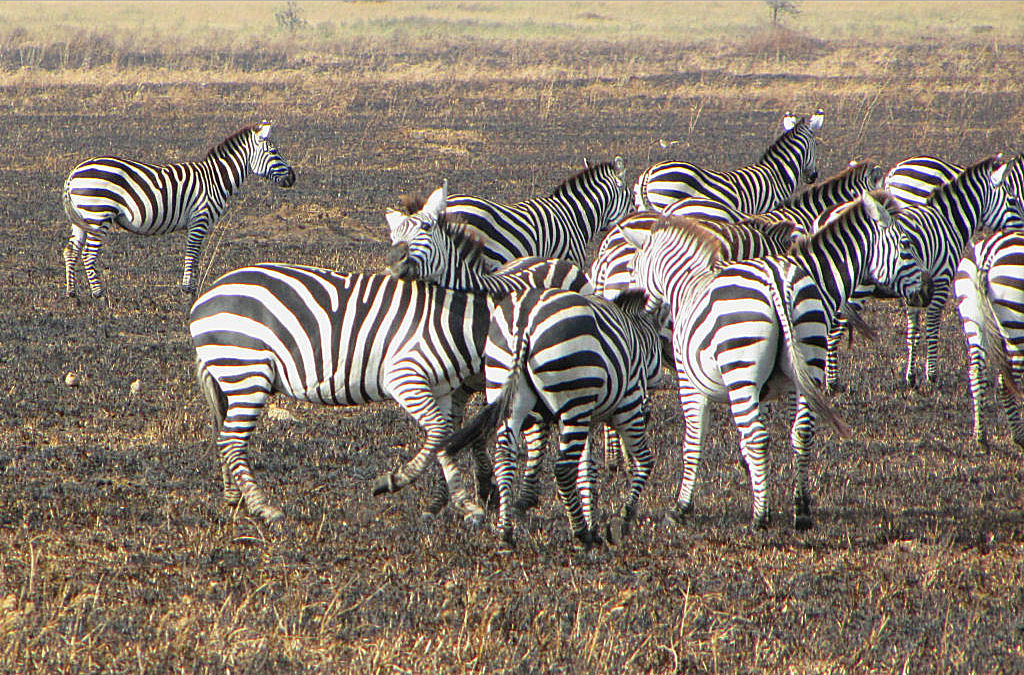